# Morning Sedition
Morning Sedition est une émission radiophonique de trois heures. Elle a vu le jour le 1er avril 2004 aux États-Unis. Elle est animée par le comédien, Marc Maron, et le vétéran de la radio, Mark Riley, qui alternent interviews en direct, interventions téléphoniques d'auditeurs et commentaires de tendance libérale. Le nom de l'émission est une parodie de la Morning Edition, émission célèbre de la National Public Radio.

## Diffusion
Elle est diffusée de 6 h à 9 h du matin (à l'heure de la Côte Est) du lundi au vendredi, et le Best of de la semaine est retransmis sur Air America Radio le samedi matin de 6 h à 10 h. L'émission est également accessible via Internet directement par Windows Media Player ou par RealPlayer. Morning Sedition est aussi disponible par fichiers balados en format MP3 avec iTunes et iPod.

## Sketchs
C'est aussi tous les jours des sketchs humoristiques des auteurs du Daily Show, comme :
- "Recovery Corner" (le choix de la guérison), qui est une colonne de "conseil" pour le "recovering alcoholic George W. Bush." (George W. Bush l'alcoolique en voie de guérison).
- "Liberal Confessional" (le Confessionnal libéral), dans lequel les auditeurs demandent aux animateurs l'expiation pour les fautes qu'ils ont commises contre la philosophie libérale.
- "Palm Pilot", qui est l'emploi du temps officiel des politiciens de Washington qu'un page, Ramon, présente.
- "Marc's Dream Diary" (Le journal des rêves de Ramon) dans lequel Marc Maron raconte ses rêves obsédants et, en général, surréalistes, tous mettant en scène le plus souvent des réactionnaires conservateurs s'immisçant dans son sommeil.
- "Radio Halliburton" dans lequel un partisan de la droite appelle l'émission (qui est en fait un membre de l'équipe de Morning Sedition) ensuite, on entend le son d'une radio qui recherche une station. L'émission devient alors "Right and Early" et Maron prend une voix grave et forte pour incarner Marc "Le Requin" Maron et parodie ensuite la radio conservatrice. Plus récemment, Marc se "transforme" en "Le Requin" sur les ondes d'une manière qui rappelle Jekyll and Hyde après l'appel.
- "Planet Bush correspondent Lawton Smalls." Parfois, Marc va appeler "Lawton Smalls", le "Correspondant de la planète Bush" (joué par Kent Jones). Normalement, Marc Maron présente une prémisse à Lawton et Lawton répond avec un argument extrêmement influencé de la gauche catholique. Lawton va ensuite éclater en sanglots et va accepter la position de Marc Maron. Cependant, après une toux forte, Lawton reviendra à ces explications du départ.
- "Morning Sedition Radio Theater", Marc Mason combat les forces du mal dans la dernière pièce(radio play) d'action et d'aventure de l'émission. Les performances présentées incluent "Marc Maron and the Shadow Government", "Marc Maron and the Temple of Doom" et "Marc Maron and the Temple of Doom".
- "The Liberal Agenda", une parodie des ordres de "L'équipe de Streisand".
- "Morning Edition Cliff Notes", une compilation ironique des nouvelles et des entrevues des invités que nous avons vus précédemment dans l'émission.
- "Rapture Watch", où "Milf Cardinal Milfington" (l'auteur de l'émission Jim Earl), avec un charabia pseudo-religieux, cite les évènements réels qui laissent présager la fin du monde.
- "Weekly Rememberance", où "Mort Mortenson" (l'auteur de l'émission Jim Earl) présente en pleurnichant (même s'il jure que cela est dû aux allergies et qu'il ne pleure pas) présente des avis de décès de façon ironique pour ceux qui sont décédés depuis peu.

Morning Sedition passe aussi en revue les nouvelles du jour avec une touche libérale.

## Dernière émission
La dernière diffusion de l'émission fut le 16 décembre 2005.